# Xaver Hörmann
Xaver Hörmann, né le 21 février 1910 à Weißenhorn et mort le 23 février 1943 à Donetsk, est un kayakiste allemand pratiquant la course en ligne.

## Palmarès

### Jeux olympiques (course en ligne)
- 1936 à Berlin
  -  Médaille de bronze en K-1 démontable 10 000 m [1]